# Статистика и рекорды ФК «Десна»
Данная статья посвящена статистике и рекордам футбольного клуба «Десна».
«Десна» — украинский профессиональный футбольный клуб из города Чернигова. Основан в 1960 году под названием «Авангард», в 1961 году переименован в «Десну».  Наивысшим достижением в истории клуба является четвёртое место в чемпионате Украины в сезоне 2019/20.

## Достижения

### СССР
Кубок СССР
- 1/8 финала: 1965

Чемпионат УССР
- Вице-чемпион: 1982

### Украина
Премьер-лига
- 4-е место: 2019/20

Кубок Украины
- 1/4 финала (3): 2013/14, 2017/18, 2019/20

Первая лига
- Серебряный призёр: 2016/17
- Бронзовый призёр: 2017/18

Вторая лига
- Победитель (3): 1996/97, 2005/06, 2012/13
- Серебряный призёр (3): 2000/01, 2003/04, 2004/05
- Бронзовый призёр: 2002/03

### Призы
- Приз Fair Play в Премьер-лиге: 2019/20[1]
- Приз Fair Play в Первой лиге (2): 2016/17[2], 2017/18[3]

### Неофициальные
Зимнее первенство Черниговской области
- Победитель: 1960[4]

Соревнования на приз Центрального совета ДСО «Авангард»
- Финалист: 1961[5][6]

Кубок Полесья
- Обладатель (2): 1996, 2001[7]

Кубок Федерации футбола Закарпатья
- Обладатель: 2002[8][9]

Кубок мэра Евпатории
- Обладатель: 2010[10]

Мемориал Голубева
- Победитель: 2011[11]

Мемориал Макарова
- Победитель: 2014
- Финалист: (5): 1997, 2010, 2013, 2016, 2018[12]

## Индивидуальные рекорды игроков

### Матчевые рекорды и статистика
- Наибольшее количество матчей во всех соревнованиях: 475 — Сергей Сапронов[13][14]
- Наибольшее количество матчей в чемпионате СССР: 385 — Геннадий Горшков[15]
- Наибольшее количество матчей в чемпионате Украины: 295 — Александр Кожемяченко[16]
- Наибольшее количество матчей в Премьер-лиге: 95 — Егор Картушов[17]

#### Игроки с наибольшим количеством матчей
| №  | Имя                   | Период    | Всего | Лига | Кубок | Еврокубки | Прочие | Ист.          |
| -- | --------------------- | --------- | ----- | ---- | ----- | --------- | ------ | ------------- |
| 1  | Сергей Сапронов       | 1979—2000 | 475   | 466  | 9     | 0         | 0      | [ 13 ] [ 14 ] |
| 2  | Геннадий Горшков      | 1977—1987 | 385   | 385  | 0     | 0         | 0      | [ 15 ]        |
| 3  | Валерий Кравчинский   | 1960—1970 | 383   | 364  | 19    | 0         | 0      | [ 13 ] [ 18 ] |
| 4  | Андрей Процко         | 1966—1980 | 322   | 319  | 3     | 0         | 0      | [ 13 ] [ 19 ] |
| 5  | Владимир Авраменко    | 1991—2004 | 315   | 293  | 22    | 0         | 0      | [ 20 ]        |
| 6  | Александр Кожемяченко | 1999—2011 | 312   | 295  | 17    | 0         | 0      | [ 21 ]        |
| 7  | Валентин Буглак       | 1981—1992 | 297   | 297  | 0     | 0         | 0      | [ 13 ] [ 22 ] |
| 8  | Юрий Надточий         | 1985—1996 | 287   | 277  | 10    | 0         | 0      | [ 23 ]        |
| 9  | Александр Савенчук    | 1993—2004 | 276   | 256  | 20    | 0         | 0      | [ 24 ]        |
| 10 | Виктор Рудой          | 1980—1999 | 275   | 269  | 6     | 0         | 0      | [ 25 ]        |
| 11 | Игорь Бобович         | 1993—2007 | 267   | 251  | 16    | 0         | 0      | [ 26 ]        |
| 12 | Павел Щедраков        | 2005—2017 | 263   | 247  | 16    | 0         | 0      | [ 27 ]        |
| 13 | Егор Картушов         | 2012—2022 | 262   | 243  | 18    | 1         | 0      | [ 17 ]        |
| 14 | Андрей Кривенок       | 1985—1996 | 253   | 244  | 9     | 0         | 0      | [ 28 ]        |
| 15 | Игорь Четверик        | 1987—1994 | 247   | 241  | 6     | 0         | 0      | [ 29 ]        |
| 16 | Виктор Лазаренко      | 1977—1987 | 237   | 237  | 0     | 0         | 0      | [ 30 ]        |
| 17 | Владимир Дробот       | 1991—1999 | 235   | 222  | 13    | 0         | 0      | [ 31 ]        |
| 18 | Владимир Чуланов      | 2005—2015 | 234   | 219  | 14    | 0         | 1      | [ 32 ]        |
| 19 | Вячеслав Кисленко     | 1980—1986 | 233   | 233  | 0     | 0         | 0      | [ 13 ]        |
| 20 | Вячеслав Киселёв      | 1977—1984 | 228   | 228  | 0     | 0         | 0      | [ 13 ] [ 33 ] |

### Голевые рекорды и статистика
- Наибольшее количество голов во всех соревнованиях: 129 — Александр Кожемяченко[16][21]
- Наибольшее количество голов в чемпионате СССР: 112 — Геннадий Горшков[15]
- Наибольшее количество голов в чемпионате Украины: 120 — Александр Кожемяченко[16][21]
- Наибольшее количество голов в Премьер-лиге: 22 — Александр Филиппов[34]
- Наибольшее количество голов в сезоне во всех соревнованиях: 25 — Александр Кожемяченко, 2004/05
- Наибольшее количество голов в сезоне в чемпионате СССР: 19 — Геннадий Горшков, 1983
- Наибольшее количество голов в сезоне в чемпионате Украины: 22 — Александр Кожемяченко, 2005/06
- Наибольшее количество голов в сезоне в Премьер-лиге: 16 — Александр Филиппов, 2019/20
- Самый быстрый гол: на 14-й секунде — Александр Кожемяченко, против «Карпат-2», 2005/06, 28 мая 2006 года[35]

#### Игроки с наибольшим количеством голов
| №  | Имя                   | Период    | Всего | Лига | Кубок | Еврокубки | Прочие | Ист.          |
| -- | --------------------- | --------- | ----- | ---- | ----- | --------- | ------ | ------------- |
| 1  | Александр Кожемяченко | 1999—2011 | 129   | 120  | 9     | 0         | 0      | [ 16 ] [ 21 ] |
| 2  | Геннадий Горшков      | 1977—1987 | 112   | 112  | 0     | 0         | 0      | [ 15 ]        |
| 3  | Ефим Школьников       | 1960—1968 | 77    | 75   | 2     | 0         | 0      | [ 36 ]        |
| 4  | Владимир Авраменко    | 1991—2004 | 59    | 54   | 5     | 0         | 0      | [ 20 ]        |
| 5  | Андрей Процко         | 1966—1980 | 58    | 58   | 0     | 0         | 0      | [ 19 ]        |
| 6  | Юрий Яковенко         | 1990—2004 | 57    | 54   | 3     | 0         | 0      | [ 37 ]        |
| 7  | Юрий Овчаренко        | 1990—1998 | 54    | 49   | 5     | 0         | 0      | [ 38 ]        |
| 8  | Валентин Круковец     | 2002—2007 | 53    | 53   | 0     | 0         | 0      | [ 39 ]        |
| 9  | Игорь Бобович         | 1993—2007 | 50    | 48   | 2     | 0         | 0      | [ 26 ]        |
| 10 | Александр Филиппов    | 2016—2020 | 47    | 44   | 3     | 0         | 0      | [ 34 ]        |
| 11 | Михаил Ховрин         | 1965—1968 | 46    | 44↑  | 1↑    | 0         | 0      | [ 36 ] [ 40 ] |
| 11 | Игорь Четверик        | 1987—1994 | 46    | 45   | 1     | 0         | 0      | [ 29 ]        |
| 13 | Пётр Пилипейко        | 1994—1999 | 41    | 39   | 2     | 0         | 0      | [ 41 ]        |
| 14 | Денис Фаворов         | 2016—2020 | 40    | 36   | 3     | 0         | 1      |               |
| 15 | Евгений Чепурненко    | 2012—2021 | 39    | 39   | 0     | 0         | 0      |               |
| 16 | Егор Картушов         | 2012—2022 | 38    | 32   | 6     | 0         | 0      | [ 17 ]        |
| 17 | Аркадий Гончаров      | 1961—1964 | 36    | 34   | 2     | 0         | 0      | [ 42 ] [ 43 ] |
| 18 | Александр Савенчук    | 1993—2004 | 34    | 31   | 3     | 0         | 0      | [ 24 ]        |
| 19 | Юрий Панов            | 1968—1970 | 32    | 31   | 1     | 0         | 0      | [ 42 ] [ 44 ] |
| 20 | Пётр Кондратюк        | 2008—2015 | 31    | 29   | 2     | 0         | 0      |               |

#### Лучшие бомбардиры лиги
| № | Дивизион    | Сезон   | Имя                   | Голы | * |
| - | ----------- | ------- | --------------------- | ---- | - |
| 1 | Вторая лига | 2004/05 | Александр Кожемяченко | 20   |   |
| 2 | Вторая лига | 2005/06 | Александр Кожемяченко | 22   |   |

#### Список игроков, забивавших четыре мяча в одной игре
| № | Дата       | Страна  | Игрок                 | Соперник         | Поле | Турнир      | Минуты         | Счет | *      |
| - | ---------- | ------- | --------------------- | ---------------- | ---- | ----------- | -------------- | ---- | ------ |
| 1 | 01.10.2005 | Украина | Александр Кожемяченко | Нива (Тернополь) | Д    | Вторая лига | 7, 45, 69, 79  | 4:2  | [ 45 ] |
| 2 | 20.05.2006 | Украина | Александр Кожемяченко | Боярка-2006      | Д    | Вторая лига | 7, 29, 60, 62  | 12:0 | [ 46 ] |
| 3 | 28.05.2006 | Украина | Александр Кожемяченко | Карпаты-2        | Д    | Вторая лига | 1, 19, 26, 51  | 5:0  | [ 47 ] |
| 4 | 07.10.2017 | Украина | Денис Фаворов         | Николаев         | Г    | Первая лига | 33, 44, 47, 78 | 8:1  | [ 48 ] |

### Выступления в сборных
- Первый игрок, вызванный в сборную: Йоонас Тамм (Эстония, 30 августа 2020)[49]
- Первый игрок, вызванный в сборную Украины: Ефим Конопля, 4 октября 2020[50][51]
- Наибольшее количество матчей за сборную в качестве игрока «Десны»: Йоонас Тамм — 3 (Эстония), Ефим Конопля — 3 (Украина)

### Трансферы

#### Рекордные уплаченные суммы
| № | Имя             | Перешёл из клуба | Сумма, € | Дата трансфера | Ист.   |
| - | --------------- | ---------------- | -------- | -------------- | ------ |
| 1 | Алексей Гуцуляк | Карпаты          | 300 тыс. | 21 января 2020 | [ 52 ] |

#### Рекордные полученные суммы
| № | Имя                | Перешёл в клуб   | Сумма, €     | Дата трансфера   | Ист.          |
| - | ------------------ | ---------------- | ------------ | ---------------- | ------------- |
| 1 | Александр Филиппов | Сент-Трюйден     | 1,08 млн     | 22 сентября 2020 | [ 53 ] [ 54 ] |
| 2 | Алексей Гуцуляк    | Днепр-1          | 700—800 тыс. | 15 августа 2021  | [ 55 ]        |
| 3 | Артём Фаворов      | Академия Пушкаша | 470 тыс.     | 3 января 2020    | [ 56 ]        |

## Достижения игроков

### Футболисты года на Украине
Следующие игроки «Десны» были признаны футболистами года на Украине по версии сайта газеты «Украинский футбол»:
- Денис Фаворов — 2020[57]

### Вратари года на Украине
Следующие игроки «Десны» были признаны вратарями года на Украине по версии газеты «Молодёжь Украины»:
- Евгений Паст — 2020[57]

### Футболисты полугодия в украинской лиге
Следующие игроки «Десны» были признаны лучшими футболистами полугодия в украинской лиге по версии сайта газеты «Украинский футбол»:
- Денис Фаворов — 1-е полугодие 2020[57]

### Лучшие футболисты Первой лиги
Следующие игроки «Десны» были признаны лучшими футболистами Первой лиги по версии ПФЛ:
- Денис Фаворов — 2017/18[58][3]

### Лучшие футболисты финального турнира чемпионата УССР
Следующие игроки «Десны» были признаны лучшими футболистами финального турнира чемпионата УССР:
- Анатолий Бордаков — 1968[59]

### Список 33 лучших футболистов Премьер-лиги
В списки 33 лучших футболистов Премьер-лиги (версия сайта Sportarena.com, с сезона 2020/21 — совместно с УПЛ) включались:
- Евгений Паст — 2019/20, № 1 на позиции «вратарь»[60]
- Денис Фаворов — 2019/20, № 1 на позиции «правый защитник»[60]
- Андрей Гитченко — 2019/20, № 1 на позиции «центральный защитник»[60]
- Александр Филиппов — 2019/20, № 1 на позиции «нападающий»[60]
- Максим Имереков — 2019/20, № 3 на позиции «центральный защитник»[60]
- Алексей Гуцуляк — 2020/21, № 2 на позиции «правый полузащитник»[61]
- Андрей Тотовицкий — 2020/21, № 2 на позиции «нападающий»[61]

### Список 33 лучших футболистов Украины
В списки 33 лучших футболистов Украины по версии сайта Zbirna.com включались:
- Ефим Конопля — 2020, № 2 на позиции «правый защитник»[62]

### Сборные сезона в Премьер-лиге
В символические сборные сезона в Премьер-лиге по версии компании Wyscout включались:
- Евгений Паст — 2019/20, на позиции «вратарь»[63]
- Денис Фаворов — 2019/20, на позиции «правый защитник»[63]
- Александр Филиппов — 2019/20, на позиции «нападающий»[63]
- Андрей Тотовицкий — 2020/21, на позиции «центральный полузащитник»[64]

В символические сборные сезона в Премьер-лиге по версии сайта Sport.ua включались:
- Евгений Паст — 2019/20, № 1 на позиции «вратарь»[65]
- Денис Фаворов — 2019/20, № 1 на позиции «правый защитник»[65]
- Александр Филиппов — 2019/20, № 1 на позиции «нападающий»[65]
- Андрей Гитченко — 2019/20, № 2 на позиции «центральный защитник»[65]
- Андрей Тотовицкий — 2020/21, № 1 на позиции «атакующий полузащитник»[66]
- Алексей Гуцуляк — 2020/21, № 2 на позиции «левый полузащитник»[66]
- Филипп Будковский — 2020/21, № 3 на позиции «нападающий»[66]

В символические сборные сезона в Премьер-лиге по версии сайта Tribuna.com включались:
- Денис Фаворов — 2019/20, № 1 на позиции «правый защитник»[67]
- Александр Филиппов — 2019/20, № 1 на позиции «нападающий»[67]

В символические сборные сезона в Премьер-лиге по версии сайта UA-Футбол включались:
- Андрей Тотовицкий — 2020/21, № 1 на позиции «атакующий полузащитник»[68]

В символические сборные сезона в Премьер-лиге по версии сайта «Брутальный футбол» включались:
- Денис Фаворов — 2018/19,  № 1 на позиции «правый защитник»[69]

### Список лучших игроков УССР
В списки 33 лучших футболистов УССР класса «Б» включались:
- Владимир Гикаев — 1962, № 3 на позиции «правый полусредний нападающий»[70]

### Сборные сезона в Первой лиге
В символические сборные сезона в Первой лиге по версии газеты «Спорт-Экспресс в Украине» включались:
- Сергей Кучеренко — 2007/08,  полузащитник[71]

В символические сборные сезона в Первой лиге по версии сайта UA-Футбол включались:
- Егор Картушов — 2014/15, на позиции «левый полузащитник»[72]

В символические сборные сезона в Первой лиге по версии сайта Sportarena.com включались:
- Денис Фаворов — 2016/17, № 1 на позиции «правый защитник»[73]
- Леван Арвеладзе — 2016/17, № 1 на позиции «атакующий полузащитник»[73]
- Константин Махновский — 2016/17, № 2 на позиции «вратарь»[73]
- Вадим Мельник — 2016/17, № 2 на позиции «центральный защитник»[73]
- Илья Коваленко — 2016/17, № 2 на позиции «левый полузащитник»[73]
- Александр Филиппов — 2016/17, № 2 на позиции «нападающий»[73]
- Егор Картушов — 2016/17, № 3 на позиции «правый полузащитник»[73]

### Сборные сезона во Второй лиге
В символическую сборную сезона в группе «А» Второй лиги по версии сайта Football.ua включались:
- Пётр Кондратюк — 2012/13, № 1 на позиции «центральный полузащитник»[74]
- Евгений Чепурненко — 2012/13, № 1 на позиции «атакующий полузащитник»[74]
- Вадим Бовтрук — 2012/13, № 1 на позиции «левый полузащитник»[74]
- Вадим Жук — 2012/13, № 2 на позиции «правый защитник»[74]
- Вадим Мельник — 2012/13, № 2 на позиции «центральный защитник»[74]
- Егор Картушов — 2012/13, № 2 на позиции «левый защитник»[74]

## Индивидуальные рекорды тренеров
- Наиболее продолжительная тренерская карьера: 11 лет — Александр Рябоконь (2008, 2009—2010, 2012—н. в.)
- Рейтинг тренеров мира по наибольшей продолжительности работы в одном клубе, составленный Международным центром спортивных исследований: 20-е место — Александр Рябоконь, по состоянию на 1 июня 2020[75][76].

## Достижения тренеров

### Тренеры года в Премьер-лиге
Следующие тренеры «Десны» были признаны тренером года в Премьер-лиге по версии Всеукраинского объединения тренеров по футболу:
- Александр Рябоконь — 2019[77]

### Тренеры года в Первой лиге
Следующие тренеры «Десны» были признаны тренером года в Первой лиге по версии Всеукраинского объединения тренеров по футболу:
- Александр Рябоконь — 2017[78]

### Тренеры сезона в Первой лиге
Следующие тренеры «Десны» были признаны тренером сезона в Первой лиге по версии ПФЛ:
- Александр Рябоконь — 2016/17[79]

### Тренеры месяца в Премьер-лиге
Следующие тренеры «Десны» были признаны тренером месяца в Премьер-лиге по версии УПЛ:
- Александр Рябоконь — сентябрь 2019, март 2020, июнь 2020[80][81][82].

## Матчи
- Первый матч в истории: 3:0, против сборной Нежина, 10 февраля 1960[83]
- Первый международный матч в истории: 1:1, против «Хаммарбю», 22 октября 1961[84]
- Первый матч в чемпионате СССР: 0:3, против «Звезды» (Кировоград), 17 апреля 1960[85]
- Первый матч в Кубке СССР: 4:3, против «Нефтяника» (Дрогобыч), 11 июня 1961[86]
- Первый матч в чемпионате Украины: 0:3, против «Чайки» (Севастополь), 14 марта 1992[87]
- Первый матч в Кубке Украины: 0:1, против «Ворсклы», 16 февраля 1992[88]
- Первый матч в Премьер-лиге: 0:2, против «Шахтёра», 25 июля 2018[89]
- Первый матч в еврокубках: 0:2, против «Вольфсбурга», Лига Европы, 24 сентября 2020[90]

### Рекордные победы
- Самая крупная победа:
  - 16:0 — против «Унгень», товарищеский матч, 12 июля 2019[91].
- Самая крупная победа в официальных соревнованиях:
  - 12:0 — против «Боярки-2006», Вторая лига, 20 мая 2006
- Самая крупная победа в чемпионате СССР:
  - 6:0 — против «Старта» (Дзержинск), Класс «Б», 1966
- Самая крупная победа в чемпионате Украины:
  - 12:0 — против «Боярки-2006», Вторая лига, 20 мая 2006
- Самая крупная победа в Премьер-лиге:
  - 6:2 — против «Карпат», 8 декабря 2019[92]
  - 5:1 — против «Александрия», 14 июня 2020[93]
  - 5:1 — против «Колоса», 5 июля 2020[94]
  - 4:0 — против «Мариуполя», 29 сентября 2019[95]
  - 4:0 — против «Мариуполя», 29 февраля 2020[96]
  - 4:0 — против «Руха», 8 марта 2021[97]

### Рекордные поражения
- Самое крупное поражение в официальных соревнованиях:
  - 1:8 — против «Металлург» (Запорожье), Вторая группа класса «А», 1969
- Самое крупное поражение в чемпионате СССР:
  - 1:8 — против «Металлург» (Запорожье), Вторая группа класса «А», 1969
- Самое крупное поражение в чемпионате Украины:
  - 0:6 — против «Эвиса», Первая лига, 17 сентября 1993
  - 1:7 — против «Зари», Вторая лига, 29 сентября 2002
- Самое крупное поражение в Премьер-лиге:
  - 0:4 — против «Динамо», 23 сентября 2018
  - 0:4 — против «Шахтёра», 14 марта 2021
  - 0:4 — против «Динамо», 22 августа 2021
  - 0:4 — против «Вереса», 29 августа 2021

## Комментарии
1. 1 2  Полужирным шрифтом выделены игроки действующего состава.
2. ↑  Данные не окончательные, поскольку сведения о включении других игроков «Десны» в списки лучших футболистов класса «Б» / второй группы класса «А» / Второй лиги в период с 1963 по 1991 годы отсутствуют.